# Bistonen
Die Bistonen (Βίστονες) waren ein thrakischer Stamm am Fluss Nestos und um den Vistonida-See (altgriechisch: Βιστονὶς λίμνη, Bistonìs límnē), der in Nachbarschaft zu den Kikonen und Sapäern wohnte. Der altgriechischen Sage nach wurden sie von König Diomedes beherrscht, dessen menschenfressende Pferde von Herakles gestohlen wurden. Nach seinem Helfer Abderos, der von den Pferden verzehrt worden war, wurde die bistonische Stadt Abdera benannt.